# 조폐국

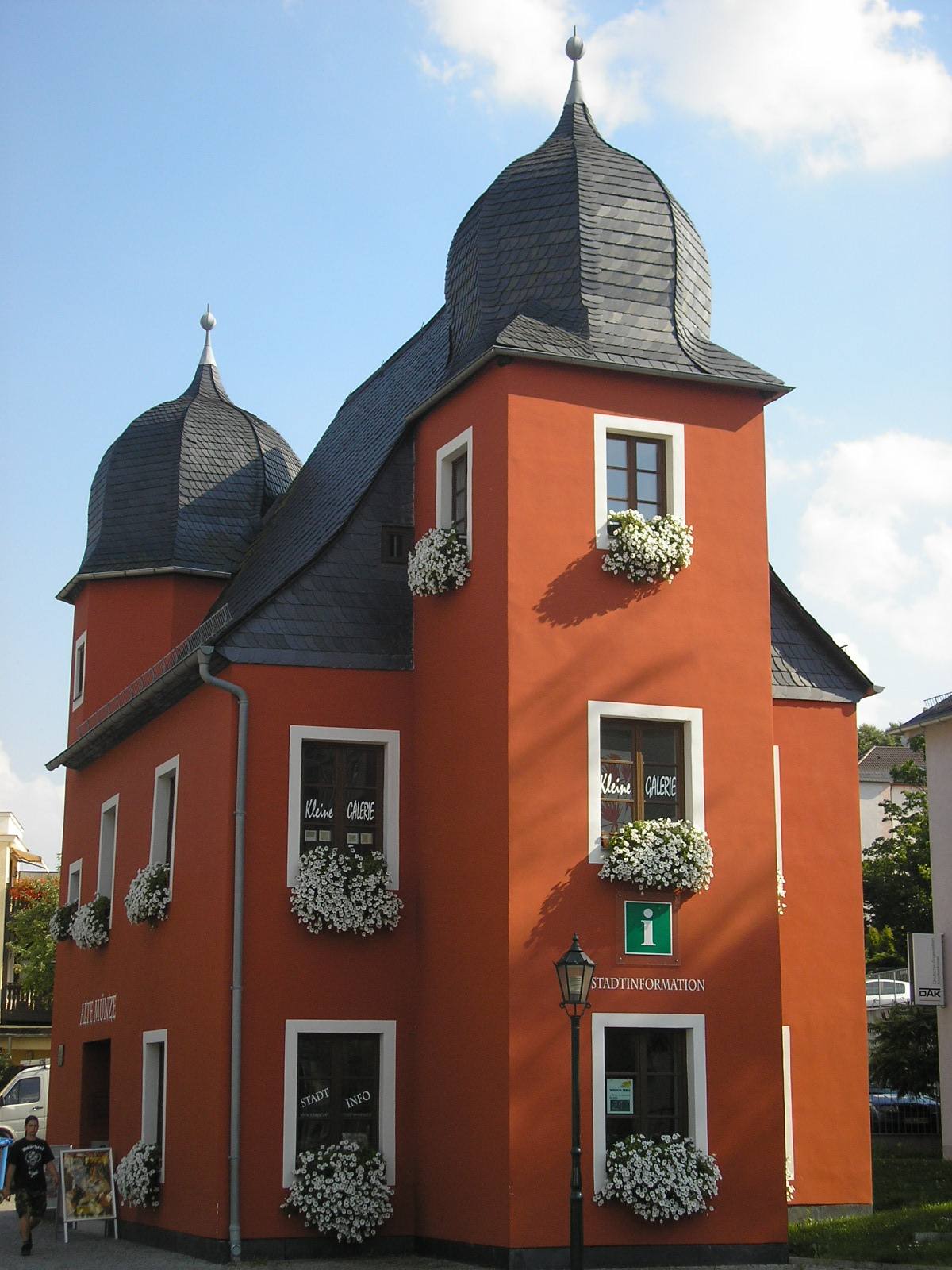

조폐국(造幣局)은 동전의 주조 및 귀금속의 품위를 증명하는 정부 기관이다. 조폐국에서 운영하는 공장은 조폐창(造幣廠)이라고 부른다.

## 나라별 조폐국 목록
- 왕립 조폐국 (영국)
- 미국 조폐국
- 한국조폐공사
- 일본 조폐국

## 같이 보기
- 지금형 주화